# HPD Dinara
Hrvatsko planinarsko društvo "Dinara" je planinarsko društvo iz Knina. Osnovano je 1953., a obnovljeno je 2002.
Osnovna djelatnost društva je: pokretanje i organiziranje djelatnosti na zaštiti i unaprjeđenju planinske prirode i čovjekove okoline; razvijanje tjelesnih aktivnosti koje se organizirano izvode radi unaprjeđivanja zdravlja i rekreacije; organiziranje izleta, pohoda, tura, susreta, sletova, ekspedicija, logorovanja i planinarskih natjecanja, te drugih planinarskih manifestacija; organiziranje izgradnje, uređenja, obilježavanja, čuvanja i održavanja planinarskih staza i veznih putova; sudjelovanje u natjecateljskim športovima (orijentacijsko trčanje i športsko penjanje).
Društvo upravlja planinarskim domom Brezovac koji se nalazi na nadmorskoj visini od 1050 m. Izgradnja doma počela je 1911. godine. Naknadno je bio dograđivan, a u Domovinskom ratu devastiran. Naknadno je renoviran te otvoren za posjetitelje i planinare.

## Vanjske poveznice
- Službene stranice  Arhivirana inačica izvorne stranice od 20. prosinca 2016. (Wayback Machine)